# 卡西爾達

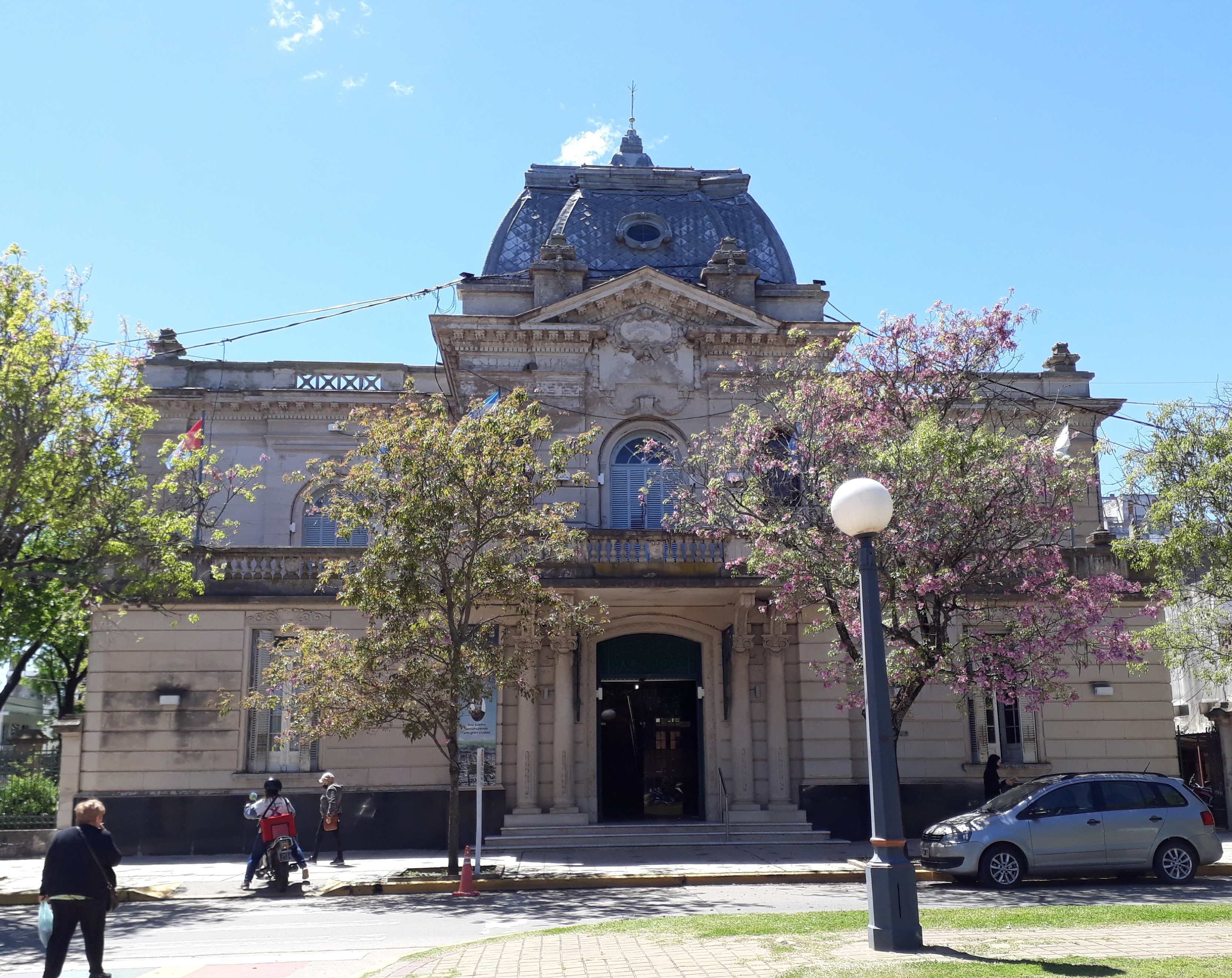
卡西爾達市政宫

卡西爾達（Casilda）是阿根廷的城鎮，位於該國東北部，由聖大非省負責管轄，距離首府聖菲202公里，始建於1870年，面積24平方公里，海拔高度72米，2001年人口31,127人。

## 外部連結
- CasildaVirtual （页面存档备份，存于） - Web site of news, photos, art, literature and more.
- Casilda at LiveArgentina.com.
- Casilda.com— City portal, daily updated news.
- （页面存档备份，存于） — City portal.